# Maruina doncella
Maruina doncella és una espècie d'insecte dípter pertanyent a la família dels psicòdids que es troba a Amèrica: l'Argentina.